# جلد
الجلد هو العضو الذي يغطي الجسم البشري وأجسام كثير من الحيوانات الأخرى. ووظيفة الجلد الرئيسية في الإنسان هي حماية الجسم ويعد أحد خطوط الدفاع الأولى ضد الجراثيم، والجلد يحمي الجسم من خلال خصائصه الفيزيائية فهو يكاد يكون مقاومًا للبلل تمامًا، ويمنع نفاذ السوائل التي تغمر أنسجة الجسم. الجلد هو أكبر أعضاء جسم الإنسان.
والجلد يمنع البكتيريا والمواد الكيميائية من دخول معظم أجزاء الجسم، ويقي الأنسجة التي تقع تحته من أشعة الشمس الضارة.
بالإضافة إلى ذلك، يساعد الجلد في المحافظة على درجة الحرارة الداخلية للجسم عند المستويات العادية، وذلك بأن تقوم الغدد الموجودة في الجلد بإفراز العرق عندما يتعرض الإنسان لحرارة شديدة، حيث يتبخر العرق، فيبرد الجسم؛ أمَّا عندما يشتد البرد فإن الجسم يحتفظ بالحرارة عن طريق تضييق الأوعية الدموية التي في الجلد، فيقل نتيجة لذلك، مرور الدم إلى سطح الجسم، وبذلك يفقد الجسم حرارة أقل.
ويوجد في الجلد كثيرٌ من نهايات الأعصاب الحساسة للبرودة والحرارة، وكذلك النهايات العصبية الخاصة بالألم والضغط واللمس.
والجلد أكبر أعضاء جسم الإنسان، فلو نشرنا جلد إنسان ذكر يبلغ وزنه 6-8 كجم لغطى مساحة قدرها نحو مترين مربعين.
الجلد في التشريح، هو الغطاء الخارجي الواقي للـجسم. يعد الجلد أكبر عضو في جسم الإنسان. يتكون الجلد من 3 طبقات رئيسية وهي:
- البشرة: طبقة الجلد الخارجية. وتحتوي هذه الطبقة على خلايا الميلانين المسؤولة عن لون البشرة
- الأدمة: باطن الجلد تحت البشرة تحتوي على النهايات العصبية والغدد العرقية والدهنية والأوعية الدموية والليمفاوية.
- نسيج تحت جلدي: تحتوي على الخلايا الدهنية.

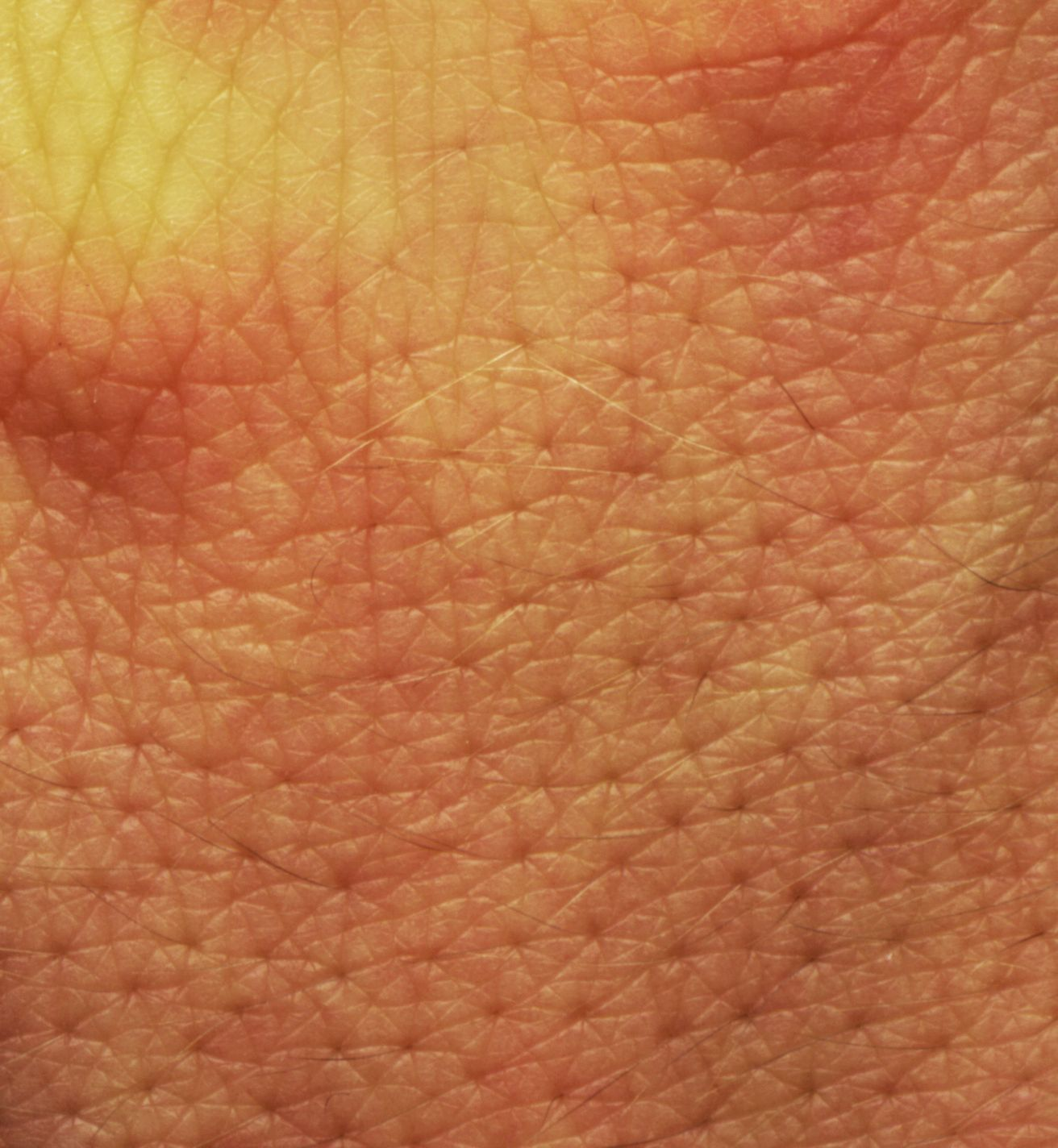
صورة مكبرة لجلد الإنسان.

## تركيب الجلد

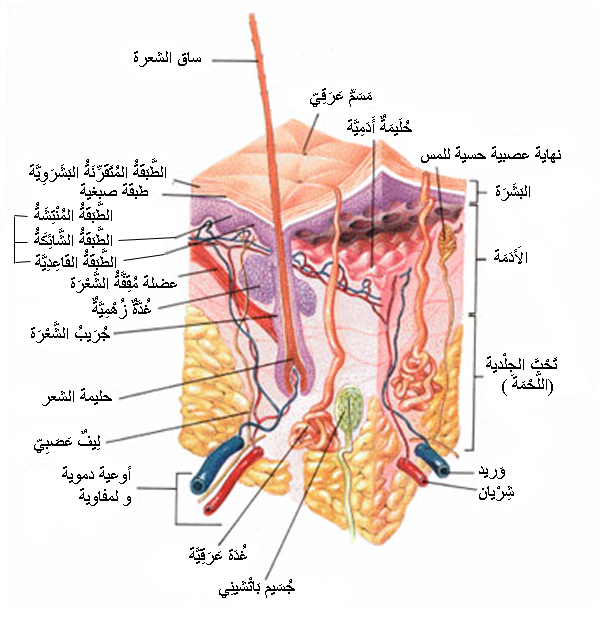
تشريح الجلد

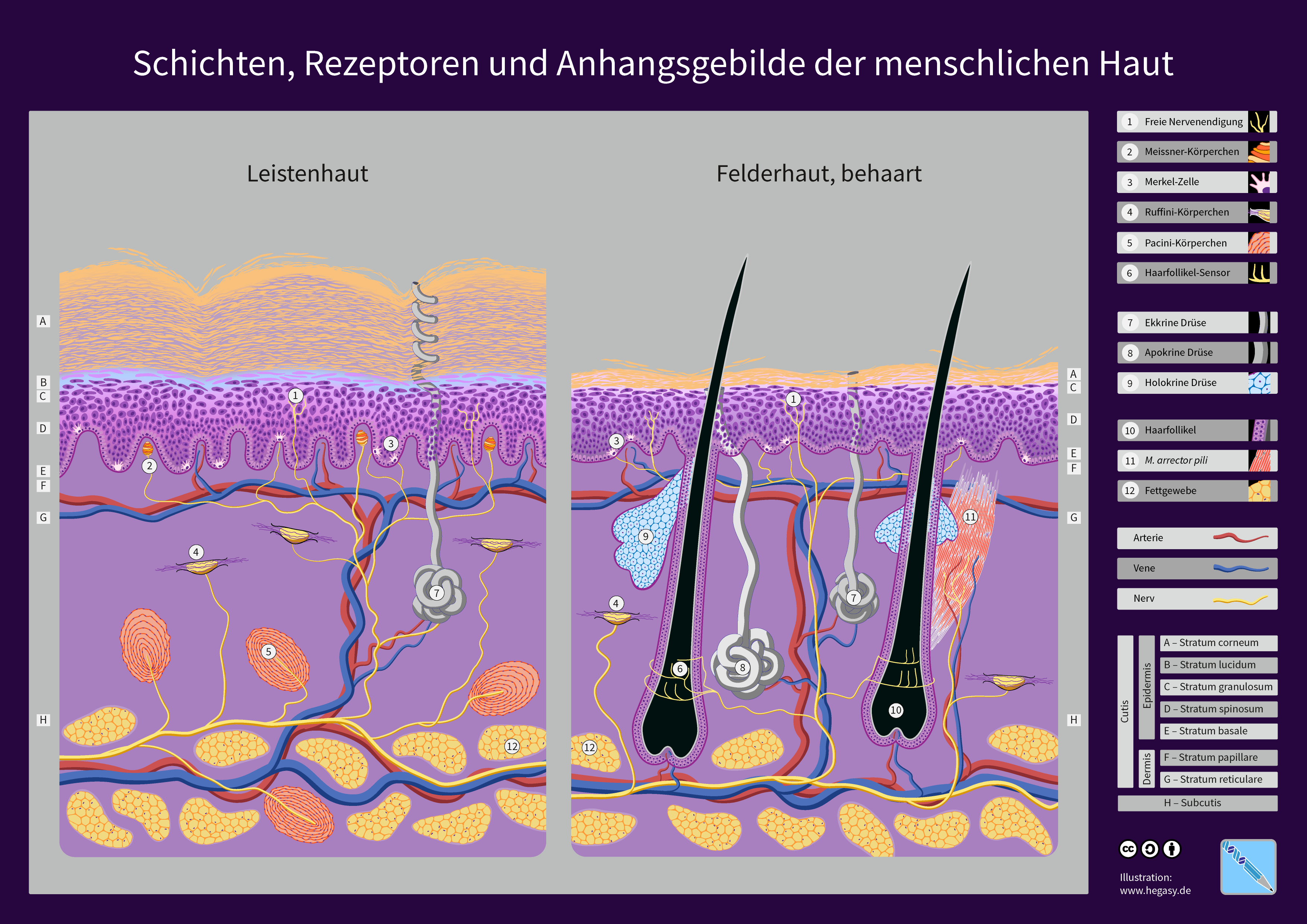
مقارنة بين تركيبي طبقات اليد (يمين) وطبقات وسطح الكف والأصابع (يسار).

يتميز الجلد بوجود ثلاث طبقات من الأنسجة:
1. البَشَرة.
2. الأدَمَة
3. نسيج تحت الجلد أو (النسيج الدهني).

يبلغ سُمك البَشَرة ـ وهي الطبقة السطحية الخارجية ـ سُمْك ورقة، وتغطي البشرة معظم أجزاء الجسم. ويبلغ سُمك الأدمة، وهي الطبقة الوسطى، نحو 15-40 ضعف سمك البشرة.
أما النسيج تحت الجلد ـ وهو الطبقة الداخلية ـ فيختلف في السُمك اختلافاً كبيراً بين الأفراد، ولكنه في جميع الناس أسَمك كثيراً من كل من البشرة والأدمة. ويشمل الجلد، بالإضافة إلى هذه الأنسجة، الشعر والأظفار وأنواعاً معينة من الغدد.

### البَشَرة
تتكون من أربع طبقات من الخلايا، هي من الخارج إلى الداخل: الطبقة المتقرِّنة، الطبقة الحبيبية، الطبقة الشوكية، الطبقة القاعدية.
تتركب الطبقة المتقرنة من نحو 15 إلى 40 صفاً من الخلايا الميتة التي تمتلئ بمادة زلالية قويّة غير منفذة للماء تُسمَّى الكيراتين (القرتين). وتتركب الطبقة الحبيبية من صف أو صفين من الخلايا الميتة التي تحتوي على حبيبات صغيرة من مادة تسمى هلام كيراتيني.
وتتركب الطبقة الشوكية من نحو 4 إلى 10 صفوف من خلايا حية لها زوائد شبه شوكية عند التقاء الخلايا بعضها ببعض. كما تتكون الطبقة القاعدية أيضاً من خلايا حية في شكل صف واحد من خلايا قاعدية طويلة وضيقة، وتشمل الطبقة القاعدية أيضاً خلايا مكونة للصبغة تسمى الخلايا الميلانية، وهي تنتج صبغة بنية تسمى الميلانين (القتامين).
تنقسم الخلايا القاعدية باستمرار وتُكون خلايا وليدة، يبقى بعضها في الطبقة القاعدية والآخر يتحرك تجاه السطح الخارجي للجلد، ويكوِّن في النهاية الطبقات العليا للبشرة، وهذه تسمى الخلايا الكيراتينية، وهي تنتج مادة الكيراتين التي توجد في البشرة والشعر والأظافر فقط؛ والكيراتين تمنح الجلد متانةً وتمنع أيضاً مرور السوائل وبعض المواد من خلال الجلد. وأثناء تحرك الخلايا الكيراتينية إلى أعلى داخل البشرة يزداد امتلاؤها بالكيراتين. وعند وصولها إلى سطح الجلد فإنها تكون قد ماتت وأصبحت جافة مسطحة، وفي النهاية تنفصل وتتساقط على هيئة قشور رقيقة.

### الأدَمَة
تتكون الأدمة أساساً من أوعية دموية ونهايات أعصاب ونسيج ضام. وتقوم الأوعية الدموية بتغذية كل من الأدمة والبشرة. ويوجد بسطح الأدمة كثير من النتوءات الصغيرة تسمى الحليمات تملأ فجوات في السطح السفلي للبشرة، وبهذا تساعد في التحام الأدمة بالبشرة. وتحوي الحُليمات نهايات أعصاب حسَّاسة للمس تكثر بصفة خاصة في راحتي وأطراف أصابع اليدين.
- مقطع توضيحي:

### النسيج تحت الجلد
يتكون أساساً من نسيج ضام وأوعية دموية وخلايا تختزن الدهن. ويساعد النسيج تحت الجلد في وقاية الجسم من الضربات وغير ذلك من الإصابات، كما يساعد أيضاً في حفظ حرارة الجسم. وتزداد كمية الدهن الموجودة فيه بزيادة تناول الطعام. وإذا احتاج الجسم إلى طاقة إضافية فإنه يستهلك هذا الدهن المخزون.

### خلايا صبغية
يوجد في كل سنتيمتر مربع من الجلد نحو 150.000 خلية صبغية. وتوجد تلك الخلايا الصبغية في طبقة رقيقة تحت طبقة البشرة مباشرة، وهي تعمل على حماية الجسم من الأشعة فوق البنفسجية الضارة.

## ملحقات الجلد

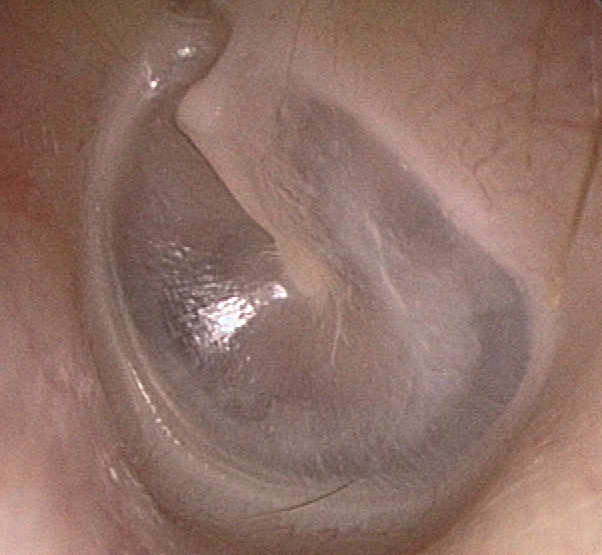
طبلة أذن بشرية (مكبّرة).

يُسمَّى الشعر والأظفار والغُدد الموجودة في الجلد اللواحِق البَشَريَّة، وهي تنشأ وتتكون من الخلايا القاعدية للبشرة.
طبلة الأذن.

### الشَّعْر
يغطي معظم الجلد شعر دقيق، في حين أن فروة الرأس وبعض الأجزاء الأخرى من الجسم يغطيها شعر طويل، ولا يوجد شعر في راحتي اليدين وأخمص القدمين أبدا؛ ويمتد جزء من كل شعرة تحت سطح الجلد. ويوجد هذا الجزء فيما يشبه الجُراب، ويُسمَّى الجريب. وتُسمَّى نهاية الشعرة البَصَلة، وهى الجزء الحي الوحيد في الشعرة، وتقع في الأدمة أو النسيج تحت الجلدي. وتنقسم خلايا البصلة بسرعة مما يؤدي إلى نمو الشعر، وتحتوي خلايا الشعرة الممتدة فوق البصلة على نوع من الكيراتين يُسمَّى الكيراتين الصلب.

### الأظافر
يتكون الظَّفر من ثلاثة أجزاء، هي: المنبت والصفيحة والفَرْش. يقع المنبت تحت سطح الجلد عند قاعدة الظفر، ويغطي الجلد معظم المنبت إلا أنَّ جزءاً منه يكون هلالاً مائلاً إلى البياض يمكن رؤيته عند قاعدة الظفر. والصفيحة هي الجزء الصلب الخارجيّ من الظفر، وتتكون من طبقات كثيرة من خلايا ميتة مسطحة تحتوي على الكراتين، أما الفرش فيقع تحت الصفيحة. وتتكون خلايا الفرش والصفيحة في المنبت فتدفع الخلايا الحديثة التكوين الخلايا الأقدم تجاه طرف الظفر وينتج من عملية الدفع هذه نمو الظفر.

### الغُدَد
يوجد في الجلد نوعان من الغدد؛ زهمية وعرقية. تصب الغدد الزهمية في جريبات الشعر وتفرز زيتاً يسمى الزهم لتزييت الشعر وسطح الجلد. ويوجد نوعان من الغدد العرقية: خارجية الإفراز ومفترزة. تنتج الغدد خارجية الإفراز العَرق الذي يبرِّد الجسم، وتوجد في كل مكان من سطح الجلد، ولكنها تكثر بصفة خاصّة على الجبهة وفي راحتي اليدين وأخمصي القدمين. وهناك بعض الغدد خارجية الإفراز تفرز العرق بصفة دائمة بينما ينشط بعضها الآخر فقط عندما يتعرض الشخص لكرْب عضليّ أو انفعاليّ، وتفرز الغدد خارجية الإفراز إفرازاتها على سطح الجلد.
أما الغدد المفترزة فتنتج عرقاً ليس له وظيفة مهمة، ويوجد معظم هذه الغدد في الإبطين وحول الأعضاء التناسلية الخارجية، وهي تفرغ إفرازاتها في جُريبات الشعر. والعرق عديم الرائحة، وهو يظل كذلك إلى أن يتم تحلُّله بوساطة البكتيريا على سطح الجلد فيكتسب رائحة يعدها كثيرٌ من الناس غير مقبولة. وتكون رائحة عرق الغدد المفترزة أشد من رائحة عرق الغدد خارجية الإفراز، ولذا فإن الإبْطين ومنطقة الأعضاء التناسلية الخارجية هي المصادر الرئيسية لرائحة الجسم.

## لون الجلد
يختلف لون الجلد اختلافاً كبيراً بين الشعوب والأفراد. ويتوقف لون الجلد أساساً على كمية خضاب الملانين البنية التي يُنتجها الجلد، ويتكون الملانين بوساطة الخلايا المنتجة له والموجودة في البشرة. ويتساوى الناس من جميع الشعوب في عدد هذه الخلايا، إلا أن الخلايا المنتجة للملانين عند أصحاب الجلد القاتم تنتج ملانين أكثر مما هو عند أصحاب الجلد الفاتح، وتتوقف كمية الملانين المنتجة في كل شخص على الوراثة بصفة أساسية. ومع ذلك، فإن التعرُّض لأشعة الشمس يزيد إنتاج الملانين ويؤدي إلى صبغ الجلد الفاتح. وفي بعض الحالات يتكون الملانين ويتجمع في بقع صغيرة مكوناً النمش الذي يظهر معظمه على الوجه واليدين، كما قد يؤدي التعرض لأشعة الشمس إلى زيادة النمش.
ومع تقدم السن، تقوم الخلايا المنتجة للملانين بإنتاجه بطريقة غير منتظمة، فتبقى بعض مساحات الجلد فاتحة في حين أن بعضها الآخر يصبح قاتماً. وتسمى هذه البقع القاتمة أحياناً بقع الشيخوخة (الهرم) أو البقع الكبدية اللون. كما يصبح الجلد أرق وأكثر جفافاً مع زيادة تقدم العمر. ولذا، يبدأ الجلد بالتجعَّد ويصبح مغطى بالقشور أو الحراشيف. وبالإضافة إلى ذلك، فإن جلد الشخص المسن يجرح ويصاب بالكدمات ويتشقق بسهولة غير عادية، ويلتئم ويشفى ببطء شديد.

## اضطرابات الجلد
التهابات الجلد. أكثر التهابات الجلد شيوعًا هو الإكزيما، وفيها يحمر الجلد ويثير الرغبة في الحك، وقد يغطى الجلد بالقشور الصغيرة أو يرشح منه سائل. وإكزيما فرط الحساسية مرض شائع في الأطفال ويظهر في معظم الحالات على الوجه أو خلف الرقبة أو على الركبتين أو الجانبين الداخليين للذراعين. والتهاب الجلد التماسي نوع من الحساسية لمواد معينة يلمسها الشخص. فكثير من الناس على سبيل المثال، يحدث لهم طفح جلدي بعد وخزهم بالقراص (نبات ذو وبر شائك)، وبعد طول استعمال وملامسة بعض المواد الكيميائية مثل الأحماض والأصباغ وبعض أنواع الصابون والأدوية، أو بعد لبس بعض أنواع الأحذية أو الملابس الداخلية المصنوعة من الألياف الصناعية، أو عند التعامل مع مواد البناء القاسية كالإسمنت مثلاً.
الخمج. يسبب خمج الجلد نوعٌ من البكتيريا أو الفطريات أو الطفيليات أو الفيروسات؛ وبعض هذه الكائنات يغزو الجسم عن طريق اختراق الجلد وبعضها الآخر يبقى على سطح الجلد. وتسبب البكتيريا بعض أنواع الخمج مثل الدمامل والحصف (القوباء). والدمامل انتفاخات حمراء مؤلمة تمتلئ بالصديد. ويؤدي الحصف، الذي يصيب الأطفال أساساً، إلى ظهور بثور رقيقة على الجلد، تتشقق أو تنفجر ويصبح الجلد محرشفاً أو مغطى بالقشور.
وتسبب الفطريات أمراضاً مثل السَعْفَة (القوباء الحلقية) وقدم الرياضي. والسعفة اسم عام لأنواع عديدة من الالتهابات الفطرية، ويتميز النوع الشائع منها بظهور مساحات من البقع الحمراء الحلقية الشكل ذات القشور الرقيقة. أما قدم الرياضي، فهو نوع من السعفة التي تتكون فيها تشققات في الجلد بين أصابع القدمين.
تشمل الطفيليات التي تصيب الجلد القمل وسوس الجرب. فالقمل يغزو شعر فروة الرأس وأجزاء أخرى من الجسم، أما سوس الجرب فيحفر ويختبئ تحت سطح الجلد. وكلاهما معد ويؤدي إلى الحكة أو الهرش.
وتسبب الفيروسات قروح البرد والحلأ النطاقي، كما تسبب أنواعاً أخرى من الأمراض. وقروح البرد بثور تظهر عادة حول الفم، أما الحلأ النطاقي فهو بثور مؤلمة تظهر بداية على الصدر وأسفل الظهر.
الحروق. تحدث الحروق بسبب حرارة النار أو أي مصدر آخر أو بعض الموادّ الكيميائية أو الصدمة الكهربية أو زيادة التعرض لأشعة الشمس. ويقسم الأطباء الحروق إلى درجات ثلاث هي: حروق الدرجة الأولى وحروق الدرجة الثانية وحروق الدرجة الثالثة. تؤدي حروق الدرجة الأولى إلى احمرار الجلد، وهي تصيب البشرة فقط، وتلتئم دون أن تترك ندباً أو أثراً باقياً. وتسبب حروق الدرجة الثانية بثوراً وتقرحات في الجلد لأنها تصيب البشرة وجزءاً من الأدمة، ولذا، فهي تترك ندباً طفيفة. أما حروق الدرجة الثالثة، فتسبب تقرحات شديدة أو تحول الجلد إلى اللون الأسود. ولأنها تدمر طبقات الجلد الثلاث، يلجأ بعض الضحايا إلى إجراء عملية جراحية لاستبعاد الأنسجة الميِّتة وإصلاح الجلد، وقد يقوم الجراح بعملية ترقيع للجلد حيث يُحِلُّ جلداً سليماً محل النسيج المحروق. انظر: ترقيع الجلد.
وقد تكون حروق الشمس بسيطة أو شديدة. وتؤدي الحروق البسيطة إلى احمرار الجلد الذي يختفي بعد أيام قليلة. أما الحروق الشديدة فتؤدي إلى بثور وتقرحات في الجلد، وقد يصحبها قشعريرة ودوار وحُمَّى. وقد يساعد تكرار التعرُّض لحروق الشمس لمدة طويلة على الإصابة بالتجاعيد الشديدة وسرطان الجلد.
ويمكن تجنب الإصابة بحروق الشمس باستعمال الدهانات العاكسة أو المانعة لأشعة الشمس التي تحجز الأشعة الحارقة، أو بالتعرض التدريجي للشمس الذي يؤدي إلى صبغ الجلد؛ ومع ذلك فإنَّ تكرار صبغ الجلد بهذه الطريقة قد يسهم أيضاً في تكوين التجاعيد والإصابة بسرطان الجلد.
الأورام. نمو شاذ للخلايا، وقد تكون حميدة أو خبيثة. والأورام الحميدة ليست سرطانية ولاتنتشر في الجسم، أما الأورام الخبيثة، فهي سرطانية وتستطيع أن تغزو الأنسجة المحيطة بها وأن تنتشر إلى أماكن بعيدة في الجسم عبر الجهاز الدوري، وتسمى هذه العملية الانْتقال.
تشمل الأورام الجلدية الحميدة: الأورام الشحمية والشامات والثآليل. فالورم الشحمي كتلة لينة كبيرة من الشحم تحت سطح الجلد، والشامة مجموعة من الخلايا الملونة التي تكون بقعة مسطحة أو مرتفعة على الجلد ومعظمها أسود أو بُني. أما الثآليل التي تسببها فيروسات فيمكن أن تظهر في أي مكان على الجلد، ومعظمها مرتفع عن سطح الجلد وخشن وجاف ولايسبب ألماً. ومع ذلك فإن ثآليل باطن القدم التي تنمو على السطح السفلي له تضغط أحياناً على بعض نهايات الأعصاب في الأدمة وتكون مؤلمة.
وتشمل أورام الجلد الخبيثة: ظهاروم الخلية القاعدية وسرطانة الخلية الحرشفية والملانوم. وأكثر الأورام الجلدية الخبيثة شيوعاً هو ظهاروم الخلية القاعدية الذي يبدأ على هيئة نتوء أو تورم وردي صغير يكبر ببطء. وهذا النوع يغزو ويدمر الأنسجة السليمة المحيطة به ولكنه لا ينتقل.
وتبدأ سرطانة الخلية الحرشفية على هيئة تضخُّم في الجلد أو نتوء وتورم يتآكل ليكون قرحة ذات قشرة، وهذا النوع من السرطان ينتقل في بعض الحالات.
أما الملانوم، فهو أخطر أنواع سرطان الجلد لأنه كثيراً ماينتقل من مكان إلى آخر في الجسم بتكوين النقائل، وقد يبدأ كشامة وتحك أو تلتهب ثم تكبر الشامة وتتكون لها قشرة وتنزف. وقد يظهر حول الشامة مساحة حمراء أو بقع بنية أو حلقة بيضاء، وقد يكون الورم مسطحاً أو مرتفعاً عن سطح الجلد ويختلف في الحجم واللون. وفي معظم الحالات، يمكن علاج المريض وشفاؤه إذا تم التشخيص والعلاج في المراحل المبكرة. ومع أن معظم أورام الجلد غير ضارة، إلا أن أيّ نمو غير عادي يجب عرضه على الطبيب في الحال.
اضطرابات الجلد الأخرى. تشمل حَبَّ الشباب، مسمار القدم، الشَّرَى، الصدفية، تصلب الجلد.
يصيب حب الشباب في الغالب المراهقين، ويتكون من رؤوس سوداء وبثور أخرى تظهر أساساً على الوجه أو أعلى الصدر والظهر. أما مسمار القدم، فهو تضخم مؤلم في بشرة القدم، ومعظمه ينتج من الضغط أو الاحتكاك الذي تسبِّبه الأحذية غير المريحة.
والشَّرى بقع بيضاء أو حمراء صغيرة كرد فعل أوحساسية لأطعمة أو أدوية معينة. وتتميز الصدفية بوجود بقع سميكة حمراء بارزة من الجلد مغطاة بقشور بيضاء فضية. ومرض تصلب الجلد تصلب وتضخم في سُمّك الجلد خصوصاً جلد اليدين وأصابعهما، تسببه زيادة إفراز مادة الكولاجين، وهي بروتين موجود في الأنسجة الضامة، وقد تظهر قروح مؤلمة في الأجزاء المصابة.

## وظائف الجلد
- يعد الجلد خط الدفاع الأول للجسم ضد الميكروبات ، والعوامل الخارجية،
- تعمل الطبقة الدهنية في الجلد كعازل للحرارة، كما تحافظ الغدد العرقية على درجة حرارة الجسم من الارتفاع عن درجة حرارة الجسم المعتادة عن طريق إفراز العرق،
- يعتقد أن للغدد الدهنية خواص ضد بكتيرية،
- كما يحتوي على مستقبلات عصبية للأحساس بالحرارة والبرودة والضغط واللمس،
- يلعب الجلد دور أساسياً في تكوين فيتامين د ، حيث يكوّن فيتامين د من تعرض الجلد للأشعة الفوق بنفسجية للشمس،
- إفراز الميلانين في البشرة يقي الجلد من الأشعة فوق البنفسجية ويقلل احتمال الإصابة بسرطان الجلد

وهو أول جدار حماية من الفيروسات في الجسم.

## أنواع جلد الإنسان

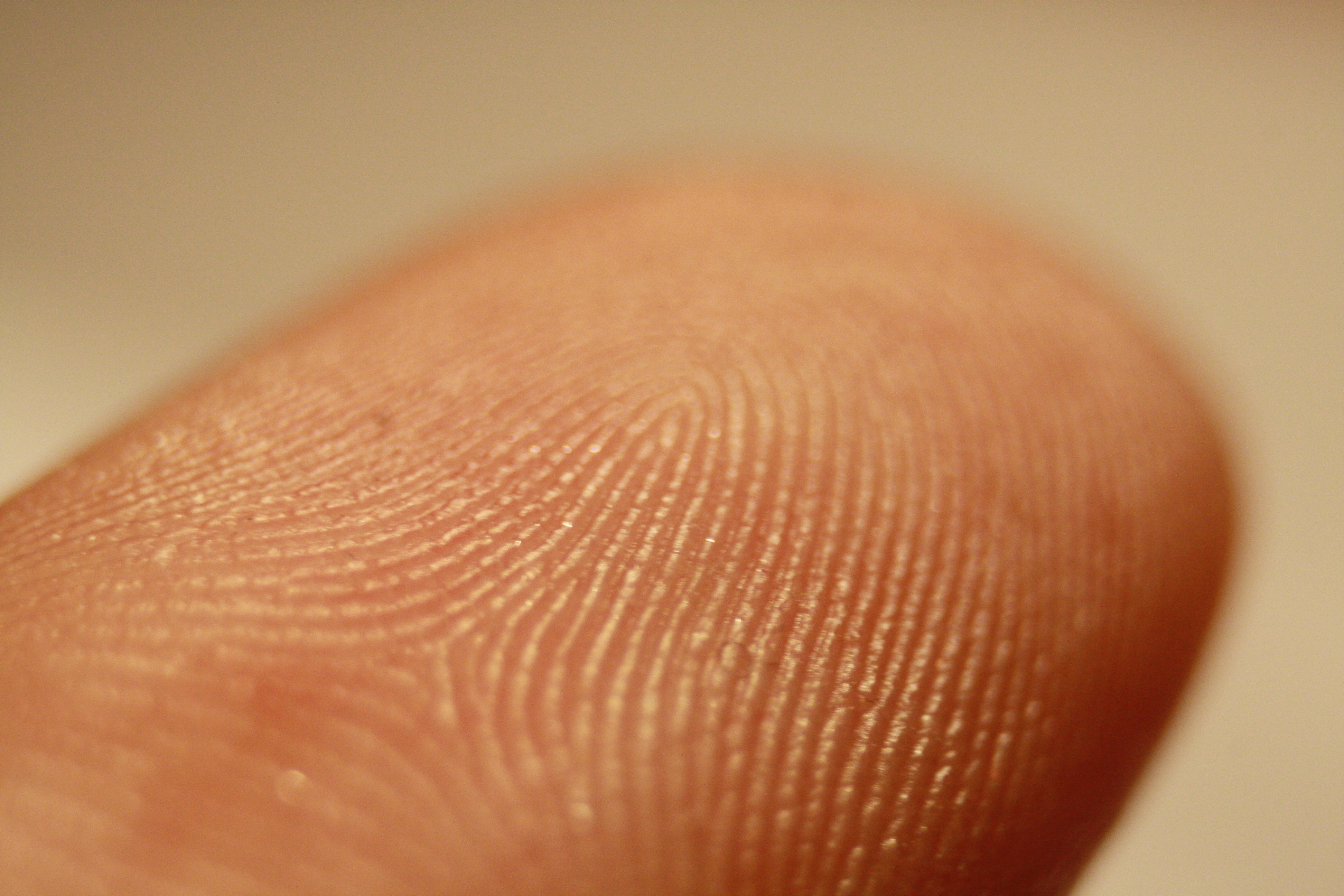
بصمة إصبع إنسان.

1. الجلد الجاف: وهو يتصف بمظهر مشدود وبمسامات ضيقة وبملمس خشن وبميل للتجعد، ويجف هذا النوع من الجلد الذي يكون إفراز الغدد الدهنية قليلاً بسرعة وسهولة وهو حساس جداً بالتغيرات الجوية
2. الجلد الدسم: وهو سميك لامع يفرز الكثير من الدهون ويقاوم التغييرات الجوية بصورة أفضل ولكنه معرض للحبوب والبثور
3. الجلد الطبيعي: وهو ناعم ومرن لا يطرح مشكلات خاصة وهو عادة دهني نوعاً ما على الذقن وقاعدة الأنف حيث تتمركز الغدد الدهنية وأقل دهنا على الوجنتين والصدغين

وقد يظهر على جسم الإنسان وبالأخص الجلد كمخالب حيوان أو ماشابه فهذا مايعرف بالاجتياح المخلبي للجلد وقد اكتشف هذا المرض حديثا ،، ، ويكثر لدى المراهقين مما عليه لدى كبار السن .

## شيخوخة الجلد
مع تقدم العمر يبدأ الجلد بالترقق نتيجة انخفاض معدل إفراز الكولاجين في الجلد ولهذا السبب أيضاً يصبح الجلد أكثر عرضة لظهور الكدمات وتجعد البشرة.

## مواد نباتية تفيد الجلد
بعض المواد النباتية الثانوية تفيد الجلد ، من ضمن تلك المواد مادة البوليفينول وفلافونويد، وأنثوسيان (وهي من مواد الفلافونويد)؛ لتلك المواد تأثير كتأثير مضادات التأكسد. وهي تتعادل مع الجذور الكيميائية الحرة الضارة للجسم وتهديء الالتهابات ، وتحمي الجلد من عمليات تسبب شيخوخة الجلد وتكوّن التجعيدات. فمفعول الأنثوسيان يفوق مفعول فيتامين سي وفيتامين إي . ويوجد الأنثوسيان في زيت الزيتون وفي الرمان والصويا وفي الشاي الأخضر، وفي العنب. وتعمل تلك المواد الثانوية على حماية النبات أيضًا من العوامل الضارة في البيئة.

## جلد الحيوان
جميع الحيوانات الفقارية يغطي جسمها جلدٌ مكونٌ من بشرة وأدمة. ومع ذلك، يتميز جلد كلُّ نوع منها بمميزات مختلفة لتلائم بصفة خاصة بيئة الحيوان.
ولا يغطي الشَّعُر إلا جلد الثدييات التي يتميز بعض أنواعها بوجود شعر طويل كثيف يساعد في منحها الدفء. وفي أنواع كثيرة، تتشابه ألوان الشعر مع البيئة المحيطة بالحيوان لتساعده على التخفي من الأعداء. ويلاحظ أن كثيراً من الحيوانات لها أظافر أو مخالب أو حوافر لتساعدها في الحصول على الطعام وفي وقاية أنفسها. وتتميز المخالب بأنها أطول وأحدّ وأقوى من الأظفار، كما أن الحوافر أكبر من الأظفار والمخالب، وهي تتكون من نفس أنواع الخلايا التي تتكون منها الأظفار والمخالب.
أما الطيور، فلها جلد رقيق مغطى بالريش الذي تنمو الواحدة منه في نوع من الجُريبات يشبه جريب الشعرة. وتنفض الطيور ريشها بصفة دورية وينمو لها باستمرار ريش جديد في الجريبات، يحل محل الريش الساقط، كما يوجد تحت ذيل كل طائر غدة زيتية كبيرة، يجمع الطائر الزيت منها بمنقاره وينشره على ريشه. وتسمى هذه العملية تسوية الريش وتجعل الريش مقاوماً للبلل بالماء.
وللأسماك والبرمائيات غدد تفرز مادة مخاطية على جلدها، كما يغطي جلد أنواع كثيرة من الأسماك حراشف عظمية. وتتميز السلاحف بوجود ظهور صدفية تتكون من طبقة داخلية من العظم وطبقة خارجية من نسيج الجلد. أما الزواحف، مثل الثعابين والسحالي، فلها جلدٌ جاف ذو حراشيف.

## اقرأ أيضًا
- خياطة تنجيدية عمودية